# Данндорф
Данндорф (нім. Danndorf) — громада в Німеччині, розташована в землі Нижня Саксонія. Входить до складу району Гельмштедт. Складова частина об'єднання громад Фельпке.
Площа — 14,04 км2. Населення становить 2527 ос. (станом на 31 грудня 2021).